# 錫爾弗克里克鎮區 (北卡羅萊納州伯克縣)
錫爾弗克里克鎮區（英語：Silver Creek Township）是位於美國北卡羅萊納州伯克縣的一個鎮區。

## 地方資料
錫爾弗克里克鎮區的面積為139.60平方千米，皆為陸地。根據2020年美國人口普查的數據，當地共有人口10483人，而人口密度為每平方千米75.09人。